# 京街 (雪梨)
京街，又譯傾街，是澳洲新南威爾斯州雪梨商業中心區的一條街道，西起達令港附近的京街碼頭及菩提街，東至聖占士火車站的皇后廣場。

## 概述
街道以紐修威省第三任總督菲臘·結利·京命名。
沿街曾有屈臣氏灣電車軌道。1960年電車停運並由巴士取代。
京街為必街行人專區的北端界線。馬田廣場25號是一座位於京街夾卡士禮街角的摩天大廈。京街沿線的其他知名建築包括新南威爾斯州最高法院、聖公會聖雅各堂及雪梨法學院聖占士校區。

## 外部連結
- Margaret Betteridge. . Dictionary of Sydney. Dictionary of Sydney Trust. 2011  [16 October 2015]. （原始内容存档于2023-09-30）.